# Sredna Gora
Sredna Gora (em búlgaro:  Средна гора) é uma cordilheira localizada na Bulgária central, ao sul e paralela à cordilheira dos Balcãs (Stara Planina) e que se estende até o rio Iskar a oeste e o cotovelo do rio Tundzha norte do Yambol a leste. Sredna Gora tem 285 km de comprimento e sua largura máxima é de 50 km. O seu pico mais alto é Golyam Bogdan, com 1 604 m de altura.
A cordilheira é dividida em três partes pelos rios Topolnitsa e Stryama — a região ocidental (Zapadna ou Ihtimanska Sredna Gora), uma central (Sashtinska Sredna Gora) e uma oriental (Sarnena Gora).
A fauna de Sredna Gora é relativamente pobre comparada à de outras regiões da Bulgária, com espécies tipicamente da Europa Central presentes.

## Mina pré-histórica
O minério de cobre utilizado para fabricar os artefatos da cultura Varna são da mina de Sredna Gora (a cultura Varna floresceu entre 4 400 e 4 100. 